# Derry (condado de Rockingham)
Derry es un lugar designado por el censo ubicado en el condado de Rockingham en el estado estadounidense de Nuevo Hampshire. En el Censo de 2010 tenía una población de 22.015 habitantes y una densidad poblacional de 549,42 personas por km².

## Geografía
Derry se encuentra ubicado en las coordenadas 42°53′34″N 71°16′36″O / 42.89278, -71.27667. Según la Oficina del Censo de los Estados Unidos, Derry tiene una superficie total de 40.07 km², de la cual 39.43 km² corresponden a tierra firme y (1.6%) 0.64 km² es agua.

## Demografía
Según el censo de 2010, había 22.015 personas residiendo en Derry. La densidad de población era de 549,42 hab./km². De los 22.015 habitantes, Derry estaba compuesto por el 94.19% blancos, el 0.98% eran afroamericanos, el 0.25% eran amerindios, el 1.64% eran asiáticos, el 0.05% eran isleños del Pacífico, el 1.1% eran de otras razas y el 1.79% pertenecían a dos o más razas. Del total de la población el 3.6% eran hispanos o latinos de cualquier raza.